# Dionisio il Rinnegato
Dionisio di Eraclea  conosciuto come il Rinnegato (in greco antico: Διονύσιος ὁ Μεταθέμενος?; 330 a.C. circa – 250 a.C. circa) è stato un filosofo greco antico, prima stoico e poi cirenaico.

## Biografia
Era il figlio di Teofanto e visse ad Eraclea Pontica. Nei primi anni di vita fu un discepolo di Eraclide Pontico, Alessino, e Menedemo di Eretria, e poi di Zenone, che lo introdusse alla scuola da lui fondata, lo stoicismo. In un secondo momento, afflitto da un terribile dolore oculare, abbandonò la filosofia stoica, e poi aderì alla Scuola cirenaica, dove l'edonismo e l'assenza di dolore erano (come nell'epicureismo) il bene più alto. Questa rinuncia alla sua fede filosofica attirò su di lui il soprannome di il Rinnegato (in greco: μεταθέμενος, Metathemenos). Durante il tempo in cui fu uno stoico, fu lodato per la sua modestia, astinenza, e la moderazione, ma in seguito fu descritto come una persona molto incline a piacere dei sensi. 
Dioniso scrisse una tragedia greca, Partenopeo (in greco antico: Παρθενοπαῖоς?), che attribuì in maniera apocrifa al tragediografo greco Sofocle. 
Il falso era concepito con uno scopo preciso, mettere in piedi un tiro mancino ai danni di Eraclide Pontico colpendone la figura e la rispettabilità.
Ad ottant'anni morì volontariamente di fame.

## Opere
Diogene Laerzio lo definisce autore dei seguenti libri:
- Περὶ ἀπαθείας - Sull'apatia, in due libri.
- Περὶ ἀσκήσεως - Sulla formazione, in due libri.
- Περὶ ἡδονῆς - Ssul piacere, in quattro libri.
- Περὶ πλούτου καὶ χάριτος καὶ τιμωρίας - Sulla ricchezza , favori, e vendetta .
- Περὶ ἀνθρώπων χρήσεως - Sull'uso dell'uomo .
- Περὶ εὐτυχίας - Sulla buona Sorte .
- Περὶ ἀρχαίων βασιλέων - Sugli  antichi Re .
- Περὶ τῶν ἐπαινουμένων - Sulle cose che sono lodate .
- Περὶ βαρβαρικῶν ἐθῶν - Il Barbaro doganale .